# صوان عمق

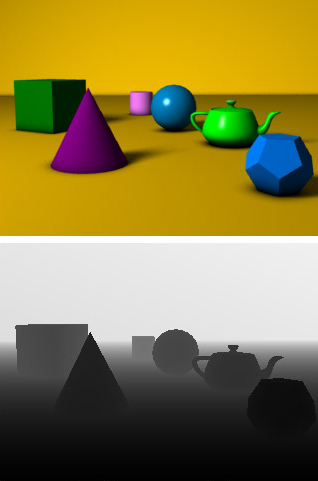
رسم ثلاثي الأبعاد كما يظهر على شاشة الحاسوب (الصورة العليا) ومحتوى صوان العمق (الصورة السفلى)

صِوَان العُمْق (بالإنجليزية: Z-buffering أو Depth buffering)‏ هي التحكم في عمق الصورة وإحداثياتها في الرسوميات ثلاثية الأبعاد، وتتم غالبا عبر معدات وحدة معالجة الرسوميات وأحيانا عبر برامج الحاسوب. وهي إحدى حلول في تقرير أي جسم ينبغي إظهاره على الشاشة وأي جسم ينبغي إخفاؤه بسبب وجوده خلف جسم آخر.

### مواضيع ذات علاقة
- الصِوَان.
- الرسوميات ثلاثية الأبعاد.